# Tempura
Tempura (天ぷら eller 天麩羅, også tenpura) er en måde at friturestege mad i det japanske køkken. Det består i at forskellige slags fisk, svampe, grøntsager og unge blade bliver indhyllet i en dej af mel, æg og isvand og gennembagt hurtigt i varm olie (140 til 190 °C).
I Japan anvendes fint tempuramel til dejen, der fremstilles af ris, og som i andre lande til dels kan findes i asiatiske levnedsmiddelbutikker eller delikatesseforretninger. I stedet for tempuramel kan man også benytte hvedemel. Særligt velegnet til gennembagning er rejer og hummerkrabber. Blandt grøntsagerne hører søde kartofler, lotus, auberginer, ærtebælge, løg, gulerødder, paprika og aspargeshoveder til de foretrukne. Udenfor Japan bliver kød (især kalkun) og frugter (f.eks. bananer) også tilberedt på denne måde.
Tempura var oprindelig rester på panden, hvor små dej- og grøntsagsstykker blev skummet af efter stegningen af den egentlige ret og tilbudt som særlige sprøde salte varianter. Denne tilberedningsform og ordet tempura stammer formentligt fra portugisiske jesuitter-missionærer i det 16. århundrede. Det latinske ord tempora er kort for fastetid. Den lange form er ad tempora quadragesimae (i fastetiden), men her er det dog nok nærmere afledt af quattuor tempora, tamperdag. I Italien kaldes tilberedelsesformen for fritto misto.
I modsætning til almindelig brug i det japanske køkken er tempura meget fedtholdtig. Den spises som hovedret og også kombineret med soba, på ris som tendon og med andet fedtfattig mad. Tempura spises som regel straks efter tilberedelsen med tentsuyu-sovs eller dyppesovs tilberedt af sake og sojasovs og tilsat ræddike og ingefær. Tempura har også holdt sit indtog indenfor sushi, hvor det ofte bruges som varmt fyld. Udenfor Japan tilberedes hele sushiruller også som tempura.